# Пароксизмальная ночная гемоглобинурия

## Эпидемиология
ПНГ-  редкое заболевание. Заболеваемость составляет 1,3 случая на 1 миллион человек в год, а распространенность — 15,9 случаев на 1 миллион человек (Preis and Lowry, 2014).

## История заболевания
Пароксизмальная ночная гемоглобинурия (ПНГ) было впервые описано как самостоятельное угрожающее жизни состояние в 1882 г. Клиническое проявление ПНГ — ночная гемоглобинурия — вызывало интерес у нескольких поколений врачей и в конечном итоге привело к открытию альтернативного пути активации системы комплемента, идентификации белков, регулирующих систему комплемента и к установлению генетических основ болезни (Parker, 2008). ПНГ традиционно считалось тяжелой патологией с неблагоприятным прогнозом, однако одобрение экулизумаба — антитела к компоненту С5 — для лечения заболевания в 2007 году серьёзно изменило естественный ход развития ПНГ.

## Патофизиология
Пароксизмальная ночная гемоглобинурия (ПНГ) — это неопухолевое заболевание системы кроветворения, вследствие недостаточности или отсутствия GPI-AP на гемопоэтической стволовой клетке (ГСК), сопровождающееся гемолитической анемией, костномозговой недостаточностью, тромбозами и низким качеством жизни больного (Scherezenmeier et al., 2014). Этиология заболевания включает приобретенные дисфункциональные мутации в гене PIG-A и последующего присоединения GPI-AP к поверхности клетки.
Клетки крови с частичным или полным отсутствием GPI-AP подвержены комплемент-опосредованному клеточному лизису. Основные клинические проявления включают абдоминальные боли, анемию, костномозговую недостаточность, боли в грудной клетке, ХБП, дисфагию, эпизодическую гемоглобинурию (гемосидеринурию), эректильную дисфункцию, утомляемость, лёгочную гипертензию и тромбозы.

Причиной ПНГ являются приобретенные мутации в PIG-A гене.
 У больных ПНГ гемопоэтические стволовые клетки (ГСК) характеризуются недостатком гликозилфосфатидилинозитол-связанных белков (GPI-AP), таких как CD55  и CD59, которые играют ключевую роль в регуляции каскада комплемента при реализации механизмов врожденного иммунитета (Hill et al., 2007). Результатом клональной экспансии  ГСК с недостатком GPI-AP является формирование клеток крови (эритроцитов, лейкоцитов и тромбоцитов), также характеризующихся недостатком GPI-AG и следовательно подверженных комплемент-опосредованному гемолизу.

Каскад комплемента является важнейшей частью врожденного иммунитета. Он необходим для защиты от микробной инвазии, а так же для элиминации иммунных комплексов и поврежденных клеток. Каскад комплемента состоит из цепи последовательных реакций, которые в итоге приводят к разрушению клетки путём опсонизации и фагоцитоза или посредством формирования мембранатакующего комплекса (МАК) (Ross et. al., 2004).
МАК формирует поры в клеточной мембране, разрушая липидный бислой, что в итоге приводит к лизису клетки. На сегодняшний день известно около 30 различных компонентов комплемента и регуляторов каскада комплемента. Они синтезируются и секретизируются клетками в ответ на различные эндокринные и воспалительные сигналы, включая цитокины и гормоны. Комплемент избирательно воздействует на чужеродные патогены и поврежденные клетки, активируясь классическим, лектиновым и альтернативным путём (Noris and Remuzzi, 2013). В нормальных физиологических условиях активация каскада комплемента жестко регулируется целым рядом сывороточных и мембранных протеинов, позволяющих предотвратить повреждение тканей организма хозяина (Noris and Remuzzi, 2013). Эти регуляторные механизмы включают CD55 (фактор, усиливающий расщепление [DAF]), CD59 (мембранный ингибитор реактивного лизиса [MIRL]), кофактор-опосредованное расщепление, деактивацию комплекса С1 и подавление МАК. CD55 контролирует начальную стадию каскада комплемента путём дестабилизации конвертазы С3 и ускорения распада комплексов С3bBb и C4bC2a; мембранный кофакторный белок (МСР) связывается с С3b и служит кофактором фактора комплемента I (CFI), посредством которого осуществляется расщепление и инактивация C3b (или С4b); С1 ингибитор (С1И) связывается с С1r и C1s с целью инактивации ферментного комплекса С1; CD59 подавляет формирование МАК, предотвращая связывание C9 c C5b, C6, C7 и С8 (Richard et. al., 2010; Noris and Remuzzi, 2013).

## Клон ПНГ
Размер клона ПНГ определяется количеством ПНГ-гранулоцитов с частичным или полным отсутствием GPI-AP, измеряемым в периферической крови методом высокочувствительной проточной цитометрии. Важно, что периферическая кровь пациентов с ПНГ представляет собой комбинацию нормальных и дефектных клеток, а размер ПНГ-клона с частичным или полным отсутствием GPI пациентов (Parker, 2011).

## Классификация ПНГ
ПНГ делится на три динамические и взаимно перекрывающие друг друга категории: классическая ПНГ, ПНГ, связанная с другими синдромами костномозговой недостаточности, и субклиническая ПНГ. Классическая ПНГ характеризуется хроническим гемолизом ПНГ-эритроцитов с периодическим обострением вследствие гиперчувствительности к комплементу (Weitz, 2010). При этом так же поражаются лейкоциты и тромбоциты. ПНГ, связанная с другими системами кроветворения, предполагает наличие внутрисосудистого гемолиза с сопутствующей или предшествующей патологией костного мозга, включая апластическую анемию (АА), миелодиспластический синдром (МДС) или другие нарушения костномозгового кроветворения (Parker et. al., 2005). У пациентов с субклинической формой ПН отсутствуют лабораторные признаки гемолиза, однако небольшое число клеток крови с частичным или полным отсутствием GPI-AP может быть выявлено методом высокочувствительной проточной цитометрии (Richard et. al., 2010).
У некоторых пациентов ПНГ-клон может составлять до 90 % клеток периферической крови, тогда как других менее, чем 10 % клеток крови характеризуются частичным или полным отсутствием GPI-AP. Такое различие в размере клона не является клинически значимым, поскольку у пациентов с меньшим размером клона также могут развиваться тромбозы и доказательства связи между размером клона ПНГ и вероятностью развития тромбозов отсутствуют (Lee, 2013).

## Диагностика
Ранняя диагностика и выявление пациентов группы высокого риска могут положительно влиять на исход заболевания (Richards et. al., 2007; Borowitz et.al., 2010). К числу пациентов группы высокого риска относятся больные с цитопениями неясного генеза, апластической анемией, миелодиспластическим синдромом, тромбозом неясного генеза, гемолитической анемией с отрицательной пробой Кумбса, а также больные гемоглобинурией (Parker et. al., 2005; Borowitz et al., 2010; Mohanty et al., 2012; Hill et al., 2013; NCCN, 2014; Lee et al., 2013).
Проточная цитометрия
Проточная цитометрия необходима для постановки диагноза ПНГ, поскольку этот метод позволяет провести точную идентификацию клеток с дефицитом GPI-связанных белков. Минимальный перечень показателей, оценка которых необходима для постановки диагноза ПНГ и определения формы заболевания в рамках существующей классификации: классическая ПНГ, ПН в сочетании с другими синдромами поражения костного мозга, субклиническая ПНГ.

## Классификация форм ПНГ
Классическая ПНГ: в анализе крови пациентов обнаруживаются клинические и лабораторные признаки гемолиза (ретикулоцитоз, повышенные показатели сывороточной лактатгидрогеназы и билирубина, низкий уровень сывороточного гаптоглобина). Других нарушений функции костного мозга у этой категории больных не наблюдается (Parker et. al., 2005).
ПНГ в сочетании с другими симптомами поражения костного мозга: в анализе крови пациентов обнаруживаются клинические и лабораторные признаки гемолиза. Кроме того, у таких больных уже имеется определённая аномалия костного мозга либо она упоминается в анамнезе.
Субклиническая форма ПНГ: у пациентов с ПНГ не выявляются ни клинические, ни лабораторные признаки гемолиза, хотя небольшие популяции клеток с дефицитом GPI-связанных белков могут быть обнаружены при помощи высокочувствительной проточной цитометрии. Субклиническая форма ПНГ часто наблюдается в сочетании с апластической анемией и МДС-рефракторной анемией (Parker et. al., 2005).

## Клинические проявления ПНГ
Основные клинические проявления ПНГ включают абдоминальные боли, анемию, костномозговую недостаточность, хроническую болезнь почек (ХБП), дисфагию, утомляемость, внутрисосудистый гемолиз, легочную гипертензию и тромбозы. В дополнение к этому пациенты с ПНГ могут быть подвержены различным инфекциям. Особенно важно то, что ПНГ является хроническим заболеванием и гемоглобинурия может возникнуть в любой момент, но при этом не обязательно у всех пациентов.

## Клинические последствия
Естественное течение ПНГ непредсказуемо из-за низкой распространенности заболевания в популяции и вариабельности клинических проявлений. В то время как продолжительность жизни одних пациентов с ПНГ составляет несколько десятилетий, у других уже в дебюте заболевания возникают серьезные, угрожающие жизни осложнения. В последнее время терапия моноклональным антителом экулизумаб кардинально изменила естественное течение ПНГ, позволив уменьшить выраженность симптомов болезни, предотвратить развитие осложнений и существенно улучшить качество жизни больных. В результате терапии моноклональным антителом экулизумаб продолжительность жизни пациентов с ПНГ достигла показателей, характерных для популяции в целом.
Коморбидность и её последствия
К коморбидным состояниям у больных ПНГ относятся: анемия, костномозговая недостаточность, легочная гипертензия, нарушение функции почек и тромбозы. Следует особо подчеркнуть, что ПНГ может негативно влиять на качество жизни пациента вне зависимости от размера ПНГ-клона. Даже при незначительном размере клона ПНГ у части больных возникают боли в животе, дисфагия, утомляемость, эректильная дисфункция и ухудшение физического состояния (Rachidi et al., 2010).
Анемия
Все больные ПНГ имеют анемию в той или иной степени выраженности. В некоторых случаях анемия может быть тяжелой и требовать заместительных гемотрансфузий, но может протекать и в компенсированной форме (Risitano, 2013). Основные причины развития анемии у пациентов с ПНГ — внутрисосудистый гемолиз и недостаточный эритропоэз. Они влияют на клинические проявления и прогрессирование заболевания (Luzatto and Gianfaldoni, 2006). Другими факторами, способствующими развитию анемии у больных ПНГ, являются дефицит железа и фолиевой кислоты (Luzatto and Gianfaldoni, 2006).
Гемолитическая анемия
Хронический внутрисосудистый гемолиз приводит к чрезмерному разрушению эритроцитов, то есть развитию гемолитической анемии. Выраженность гемолиза зависит от процента ПНГ-клеток восприимчивых к действию комплемента. Описаны три типа эритроцитов: ПНГ-эритроциты III типа с полным отсутствием GPI-связанных белков и продолжительностью жизни 17-60 дней, ПНГ-эритроциты II типа с частичным дефицитом GPI-связанных белков и продолжительностью жизни 45 дней, ПНГ-эритроциты I типа без дефицита GPI — связанных белков и нормальной продолжительностью жизни 45 дней, которая составляет 120 дней (Richard et. al., 2010).
Апластическая анемия
В основе апластической анемии (АА) лежит поражение костного мозга, проявляющееся его неспособностью продуцировать клетки периферической крови. АА и ПНГ тесно взаимосвязаны. Зачастую ПНГ возникает на фоне АА, и в крови более 50 % с АА обнаруживается небольшие ПНГ- клоны (Pu et. al.,2011). АА обычно является результатом аутоиммунной агрессии организма, направленной против гемопоэтической стволовой клетки (ГСК) и клеток-предшественников.
Костномозговая недостаточность
Костномозговая недостаточность является следствием нарушения процесса гемопоэза. У пациентов с ПНГ степень нарушения функции костного мозга может варьироваться от умеренной до тяжелой. Патогенетические механизмы развития костномозговой недостаточности при ПНГ предполагают иммуно-опосредованное поражение ГСК и, в конечном счете, панцитопении (Young and Maciejewski, 2000; Young et. al., 2006).
Эректильная дисфункция
На развитие эректильной дисфункции при ПНГ влияют: снижение концентрации оксида азота, пароксизмы гемолиза и размер ПГ-клона. Она может сохраняться даже вне пароксизмов гемолиза, а во многих случаях становится причиной хронической (Rother et al., 2005).
Легочная гипертензия
Легочная гипертензия — частое осложнение гемолитической анемии. Высвобождение избыточного количества гемоглобина из разрушенных эритроцитов приводит к повышению его концентрации в плазме и последующему истощению запасов оксида азота (NO). Следствием этого становится эндотелиальная дисфункция, спазм мышечной мускулатуры и повышение тонуса периферических сосудов. Все эти факторы приводят к развитию гемолиз-ассоциированной легочной гипертензии (Hill et al., 2012).
Нарушение функции почек
Степень выраженности нарушения функции почек при ПНГ может варьировать от острой и обратимой до хронической (Nair et al., 2008). При хроническом внутрисосудистом гемолизе гаптоглобин неспособен связать весь свободный гемоглобин и транспортировать его к макрофагам для утилизации. При возникновении тяжелого гемолиза (часто в сочетании с гастроэнтеритом) концентрация гемоглобина в печеночных канальцах становится достаточно высокой, чтобы привести к нарушению почечной функции и развитию острой почечной недостаточности (Richidi et al., 2010). Среди прочих факторов, отражающихся на функции почек при ПНГ, следует упомянуть микроинфаркты и интерстициальный фиброз (Clark et al., 1981; Nair et al., 2008).
Тромбозы
Тромбозы — это наиболее частое проявление ПНГ и ведущая причина смерти больных. У пациентов с ПНГ тромбозы чаще всего формируются в интраабдоминальных и церебральных венах, венах конечностей, кожи, легких, а также в артериях (Hill et.al., 2013). Возникновению тромбозов способствуют многие косвенные факторы: неконтролируемая активация комплемента, внутрисосудистый гемолиз, лизис лейкоцитов и тромбоцитов, активация тромбоцитов, нарушение фибринолиза, воспаление сосудистой стенки и эндотелиальная функция (Risitano, 2013). Активация комплемента, вызванная воздействием антифосфолипидных антител, и последовательная передача сигнала через нейтрофильные рецепторы С5а, которая приводит к высвобождению тканевого фактора, могут способствовать дальнейшему возникновению тромбозов (Ritis et al., 2006; Dragoni et al., 2010).

## Кому потенциально показан скрининг на ПНГ?
1. Пациенты с гемоглобинурией
2. Пациенты с Кумбс-негативной гемолитической анемией (на основании повышенного уровня ЛДГ), особенно с сопутствующим дефицитом железа
3. Пациенты с тромбозами атипичной локализации
4. Синдром Бадда-Киари
5. Другие интраабдоминальные локализации (например: мезентериальные или портальные)
6. Церебральные вены
7. Пациенты с апластической анемией
8. Пациенты МДС, рефракторная анемия
9. Пациенты с эпизодами дисфагии или болей в животе и признаками внутрисосудистого гемолиза

## Лечение ПНГ

### Ингибиторы комплемента

#### Экулизумаб
Первоочередное лечение пароксизмальной ночной гемоглобинурии у симптоматичных пациентов предполагает назначение препарата «Солирис» (Soliris, экулизумаб), разработанного «Алексион фармасьютикалс» (Alexion Pharmaceuticals). Хронология регуляторного одобрения «Солириса»: США (март 2007), Европа (июнь 2007).
Рекомбинантное гуманизированное моноклональное антитело экулизумаб (eculizumab) специфически связывается с белком C5 системы комплемента и тем самым ингибирует его расщепление до C5a и C5b, что предотвращает образование терминального комплекса комплемента C5b-9 в нейромышечных соединениях. Подобный механизм действия приводит к следующим событиям:
- компенсации недостаточности CD59 путем ингибирования образования мембраноатакующего комплекса, что отражается сниженным внутрисосудистым гемолизом[4];
- отсутствию компенсации недостаточности CD55, что результирует продолжающимся внесосудистым гемолизом ввиду C3d-отложений на эритроцитах[4];
- блокаде внутрисосудистого гемолиза ввиду роста числа эритроцитов с ПНГ-фенотипом, что выливается в рост событий внесосудистого гемолиза[5].

Всех пациентов следует вакцинировать против Neisseria meningitidis ввиду повышенного риска нейссериальных инфекций жизнеугрожающей тяжести. Вакцинацию необходимо проводить хотя бы за две недели до назначения экулизумаба, а затем ревакцинироваться каждые 3–5 лет.
Мониторинг пациентов, получающих экулизумаб, включает полный анализ крови, анализ на число ретикулоцитов, определение уровня лактатдегидрогеназы, выявление биохимического профиля, проточную цитометрию ПНГ, а также прямой антиглобулиновый тест (проба Кумбса) при подозрении на персистирующий гемолиз.

#### Равулизумаб
В декабре 2018 года США и в июле 2019 года Европа одобрили препарат «Ултомирис» (Ultomiris, равулизумаб) авторства всё той же «Алексион». Равулизумаб (ravulizumab), будучи гуманизированным моноклональным антителом с таким же механизмом действия, как у экулизумаба, фактически представляет собой усовершенствованную версию последнего. Если поддерживающая терапия «Солирисом» требует внутривенных инфузий каждые две недели, то «Ултомирис» позволяет осуществлять вливания существенно реже — каждые восемь недель. В регистрационных клинических испытаниях установлено, что терапевтическая эффективность равулизумаба не хуже, чем таковая для экулизумаба.

#### Кровалимаб
В 2024 г. был одобрен кровалимаб.

### ТГК
Единственным подходом, потенциально излечивающим пароксизмальную ночную гемоглобинурию, является аллогенная трансплантация гемопоэтических стволовых клеток (ТГК). Однако эта радикальная процедура сопряжена с высокими рисками осложнений и летальности. Ее следует рассматривать при недоступности экулизумаба или равулизумаба (обычно ввиду их чрезвычайно высокой стоимости) либо в следующих случаях:
- отсутствие ответа на назначение экулизумаба или равулизумаба: например, при мутациях C5 или масштабной недостаточности костного мозга;
- жизнеугрожающая цитопения, инвалидизирующий гемолиз, неконтролируемый экулизумабом тромбоз.

### Прочее
При гемолитическом кризе уместен только короткий курс кортикостероидов — длительное их применение не рекомендовано ввиду токсичности.
При хроническом гемолизе может применяться синтетический андроген даназол.
При сохранении анемии, несмотря на назначение экулизумаба (или равулизумаба) и при низком уровне эритропоэтина, может назначаться рекомбинантный человеческий эритропоэтин. При его применении отмечены случаи усиления гемолитических симптомов.
Если пароксизмальная ночная гемоглобинурия связана с недостаточностью костного мозга, рекомендованы иммуносупрессивные препараты: например, антитимоцитарный глобулин или циклоспорин A.

Поддерживающая терапия пароксизмальной ночной гемоглобинурии должна включать переливание эритроцитов по необходимости, фолатные добавки, добавки железа в случае его недостатка в организме.
В 2021 г. был одобрен ингибитор комплемента pegcetacoplan, в 2023 г. - иптакопан, , в 2024 г. - даникопан.